# 岡山城 (紀伊国)
岡山城（おかやまじょう）は、紀伊国（和歌山県和歌山市岡山丁）にあった日本の城。岡城とも呼ばれる。

## 概要
築城年は不明だが、戦国時代に紀伊国守護であった畠山高政が現在の和歌山城の向かいにある和歌山大学教育学部附属小・中学校の敷地内に築城したとされる。
廃城年も不明だが、1585年に豊臣秀吉の紀州征伐後に和歌山城が築城された際に岡山城も三の丸として整備されているところから、廃城はそれ以前に行われたと推定されている。
城は山城で、曲輪のみ遺構として残されている。